# Костик Анатолій Іванович
Анатолій Іванович Костик (16 серпня 1973, Чернів) — голова Луцької районної державної адміністрації з 10 вересня 2022 року.

## Біографія
Анатолій Костик народився в селі Чернів Рогатинського району. Закінчив Волинський державний університет за спеціальністю «вчитель фізкультури середньої школи». Після закінчення університету Анатолій Костик займався підприємницькою діяльністю у сфері транспортних перевезень. З 2008 року він очолював «ФОП Костика Івана Олексійовича». У березні 2020 року Анатолій Костик призначений заступником голови Волинської обласної державної адміністрації, проте в серпні 2021 року його звільнили з посади. На початку вересня 2022 року Кабінет Міністрів України погодив призначення Анатолія Костика головою Луцької районної державної адміністрації. 10 вересня 2022 року Президент України Володимир Зеленський підписав розпорядження про призначення Анатолія Костика головою Луцької районної державної адміністрації.